# شرکت ملی نفت کره
شرکت ملی نفت کره (به انگلیسی: Korea National Oil Corporation) شرکت نفت و گاز کره جنوبی است، که به‌عنوان یکی از مهم‌ترین شرکت‌های صنعتی این کشور شناخته می‌شود.
این شرکت دارای عملیات نفت و گاز در کشورهای ویتنام، لیبی، پرو، اندونزی، نیجریه، یمن، قزاقستان، روسیه، کانادا و کره جنوبی می‌باشد.
ذخایر نفت خام شرکت نفت کره معادل ۶۰۰ میلیون بشکه (۹۵ میلیون متر مکعب) و ذخایر گاز طبیعی آن، ۱۰ میلیارد متر مکعب اعلام شده است.